# Перун
Перун (стсл. Перунъ) је словенски бог неба и грома, али и покровитељ владара. Вероватно је био врховни бог свих старих Словена. Перунов дан је био четвртак. Перуну је била посвећена биљка перуника (богиша), али и храст. Стари Словени су веровали да ће Перун својим громом усмртити свакога ко прекрши дату реч или лаже на сведочењу и зато се он користио у свим озбиљним заклетвама и владари при склапању мира. Перунове способности и прослављање су код хришћана замењене са Светим Илијом. Ненад Гајић у делу Словенска Митологија сматра да је Перун толико заступљен код Словена да се погрешно сматра за врховног Бога. Како Ненад Гајић пише Сварог је врховни Бог а Перун је његов син што се може видјети како се за Перуна често каже и Сварожић, син Сварогов. Перунови задаци су најодговорнији и он ужива највеће поверење тако да се спомиње и да Перун окреће Сварогов точак звезданог неба или Коло Сварогово. Коло Сварогово је по старим веровањима свемир који се врти око Поларне звезде која је у његовом центру. Перун такођер контролише кише и олује.

## Етимологија и индоевропско порекло
Име Перун изводи је прасловенска реч, а изводи се од индоевропског корена пер односно перк који има значење „ударити” (врло снажно, силовито ударити), „распрснути” и суфикса ун који означава онога који извршава радњу. У пољском пјоре (piore) значи „ударам”, док пиорун значи „гром”.
Срби, Бугари и Руси (данашњи Руси, Украјинци и Белоруси) га називају Перун, Пољаци Пјорум (Piorum), Чеси Пераун (Peraun), а Словаци Перон (Peron) односно Паром (Parom). Појављује се и код балтичких народа (Литванаца) под именом Перкунас.
Словенско име бога грома Перун, подударно је литванском имену бога грома Перкунас. Скоро исти облик имена бога грома код Словена и Литванаца можда указује на порекло бога Перуна у време религијског, а можда и језичког, заједништва Словена и Литванаца. Постојање бога грома као врховног бога у време многобожачких веровања упадљиво је и код старих Грка и Римљана. Исто место, у списку богова, Перуна, Зевса и Јупитера може указивати на заједничке религијске основе Индоевропљана, то јест да су у време заједништва имали бога грома као важно, или врховно божанство.

## Опис и митологија
У Владимировом Кијеву је изгледа приказиван око 980. године са седом косом, а плавим брковима. Слично Зевсу и Тору вероватно је замишљано да Перун вози кочију, а у једној руци држи секиру, или чекић. Сјекиру баца на зле људе и духове. Ожењен је Сунцем. Његово је оружје златна јабука. Свијет је описан као стабло, храст, чије су гране небо, а корење подземље. Велес, Перунов брат, бјежао је од Перуна скривајући се свугдје како би дошао до подземља. Гдје је дошао, ударила би муња с неба.

## Перун као врховни бог старих Словена
Први запис који говори о врховном богу-громовнику код Словена оставио је византијски историчар Прокопије из Цезареје који је у VI веку у свом делу О Ратовима (лат. De bellis) забележио веровања Анта и Словена.
Верују наиме (и Анти и Словени) да је један од богова, творац муње, једини господар света, и жртвују му говеда и све остале жртвене животиње. 
Прокопије није забележио име тог бога грома, али из писаних извора који су настали после, јасно је да је писао о Перуну.
Непосредно писање о Перуну са његовим именом налази се у Повести минулих лета, или Несторовом летопису из 12. века. То је дело у коме се описује Перуна као врховни бог Кијевске Русије пре примања хришћанства. Нестор прво спомиње Перуна у писању о нападу кијевског кнеза Олега на Цариград у 907. години. 
Цареви пак Леон и Александар мир учинише са Олегом, обавезаше се да плаћају данак и иђаху присезати једни другима: цареви цјеловаше сами крст, а Олега и мужеве његове водише на заклетву према рускоме закону, и они се клеше оружјем својим, и Перуном, богом својим, и Волосом, богом стоке, и утврдише мир. 

Према Нестору слично заклињање у Перуна поновило се у време споразумевања кијевског кнеза Игора 945. са Византинцима. 
И ко помисли од стране Руса да разруши ову љубав, да они од њих који су примили крштење - освету добију од Бога сведржитеља, осуду на губљење вијека будућег; а они од њих који нису крштени - да немају помоћи од Бога, ни од Перуна,...Ако пак ко од кнезова или од људи руских, хришћанин или нехришћанин, наруши ово што је написано на хартији овој, да - по заслузи - умре од оружја свога и да буде проклет од Бога и од Перуна за то што наруши своју заклетву. Сутрадан дозва Игор посланике и дође на брдо гдје стајаше Перун, и одложише оружје своје, и штитове и злато, и закле се Игор и људи његови...
Ако пак од онога што раније казасмо шта не одржимо, ја и ови са мном и пода мном да имамо клетву од Бога у којега вјерујемо - у Перуна и Волоса, сточјег Бога, и да будемо жути као злато, и својим оружјем да исјечени будемо. За годину 980. пише и Поче да једини кнезује Владимир у Кијеву и постави кумире на брду и изван двора са кулом: дрвенога Перуна са главом од сребра, а са златним брковима, и Хорса, и Дажбога, и Стрибога и Симаргла, и Мокош. И приносише им жртве, називајући их боговима. 
Градња дрвеног кипа бога Перуна и још 5 кипова на узвишењу у Кијеву била је последња велика победа многобоштва на том подручју. Није прошла ни једна деценија, а 988. кнез Владимир одлучио је да се ожени византијском принцезом Аном и прихвати њену веру хришћанство, а да одбаци старе богове Словена. “Нареди да се оборе кумири, и једни да се исеку, а други да се спале. Перуна заповеди привезати коњу за реп и свући са Горе низ Боричев до потока, и постави 12 људи да га туку гвозденим палицама... И када су га вукли рукавцем до Дњепра, оплакиваху га неверници, јер још не беху примили свето крштење. И довукавши га бацише га у Дњепар.” Кнез Владимир поставио је људе којима је рекао: “Ако наседне [кип Перуна] негде на обалу, одгурајте га (у Дњепар) ...“
Када су Словени прихватили хришћанство Перуна, као громовника, заменио је Свети Илија. Поред узвишења код Кијева и на више других узвишења где су живели многобожачки Словени поштован је бог-громовник, Перун, или су повезивана са тим богом. Југоисточно од Сплита постоји неколико узвишења (Перун, Перунско и Перунић) названих по Перуну, а за једно од њих име је сачувано од друге половине 11. века. Траг Перуна се очувао и у неким другим топонимима Перун до савременог доба, али у другим случајевима хришћани су име Перун за неке врхове заменили именом Светог Илије хришћанског светитеља који је био господар громова, слично као Перун. Изгледа да је и жртвовање говеда пренето од Перуна на Светог Илију. После нестанка вере у бога Перуна, његово име опстало је као лична имена Перун, Перуна, Перуника и Перуница код Јужних Словена, а одатле је изведено и презиме Перун(и)чи код Срба.